# Ilha Moín
A ilha Moín é uma ilha que possui 11,7 quilômetros quadrados que pertence ao país centro-americano da Costa Rica localizada entre o rio Moín que inicia uma rede de canais conhecida como Tortuguero e a costa do Caribe. Administrativamente faz parte da Província costeira de Limón de frente para o oceano Atlântico. Nos últimos anos foi entregue ao município parte da ilha em concessão (23 hectares marinhos e terrestres 50 https://web.archive.org/web/20101209101913/http://elpais.cr/articulos.php?id=37387 ) para construir uma marina e cais de iates, a medida que causou polêmica por seu impacto ambiental e questionamientos sobre sua legalidade.</ref> http://www.elpais.cr/articulos.php?id=38812</ref>